# 冈科芬
冈科芬是德国巴伐利亚州的一个市镇。总面积108.74平方公里，总人口6427人，其中男性3190人，女性3237人（2011年12月31日），人口密度59人/平方公里。